# Kennisnet
Stichting Kennisnet is een publieke dienstverlener op het gebied van ICT en onderwijs, met name in het primair, voortgezet en (voortgezet) speciaal onderwijs en op specifieke onderwerpen voor het mbo. Kennisnet is gevestigd in Zoetermeer.
De stichting werd in 2001 opgericht door onderwijsorganisaties uit het primair en voortgezet onderwijs en uit het middelbaar beroepsonderwijs. Deze organisaties hadden behoefte aan onafhankelijke expertise en dienstverlening op het gebied van ICT-gebruik in het onderwijs.

## Aandachtsgebieden
Technologie biedt het onderwijs kansen en mogelijkheden om kwaliteit en toegankelijkheid van het onderwijs te verbeteren. Maar het is ook belangrijk om aandacht te hebben voor de impact die de inzet van technologie kan hebben op belangrijke (publieke) waarden als autonomie, rechtvaardigheid en menselijkheid. Om ervoor te zorgen dat leerlingen kunnen leren in een digitaal veilige omgeving, is aandacht voor privacy en cybersecurity noodzakelijk.
Kennisnet kent drie programmalijnen: kwaliteit van onderwijs,  betrouwbare, veilige en flexibele organisatie van ict en informatie en sturing op de ontwikkeling van technologie en markt.

### Kwaliteit van onderwijs
Scholen gebruiken ict om de kwaliteit van het onderwijs te verbeteren. Hierbij richt Kennisnet zich met name op scholen en daarbinnen op de schoolleiders, het onderwijsteam en de docenten. 
Voorbeelden van diensten zijn Wikiwijs en Leraar24.

### Betrouwbare, veilige en flexibele organisatie van ict en informatie
Scholen organiseren hun informatie en ict op een betrouwbare, veilige en flexibele manier. Hierbij ligt de focus op scholen en besturen, en daarbinnen met name op de bestuurder en de medewerkers die verantwoordelijk zijn voor informatiebeveiliging en privacy, informatiemanagement of de inrichting van technologie.
Voorbeelden van diensten zijn de Entree Federatie en de Dienst Verwerkersovereenkomsten.

### Sturing op de ontwikkeling van technologie en markt
De onderwijssector stuurt op de ontwikkelingen van technologie en markt. Hierbij zijn de activiteiten gericht op (samenwerkende) besturen en onderwijssectoren (po, vo en/of mbo).

## Betrokkenheid Wikimedia-projecten

### Subsidie voor Stichting Open Progress voor het ontwikkelen van de Ultimate Wiktionary
Kennisnet heeft bijgedragen aan de ontwikkeling van Wikidata en de Ultimate Wiktionary via Omegawiki van de Stichting Open Progress. De Wikidata-extensie voor de MediaWiki-software maakt het mogelijk om gestructureerde data binnen de MediaWiki-software vast te leggen. De Ultimate Wiktionary is een extensie voor de MediaWiki-software en functioneel een veeltalig vertalingswoordenboek gebaseerd op een relationele database om lexicologische informatie vast te leggen en die toegankelijk te maken vanuit vele talen.

### Het koningin Beatrix-jubileumproject
In 2005 werd een online-"Kennisnet-special" ingericht ter gelegenheid van het 25-jarig jubileum van de troonsbestijging van de Nederlandse koningin. De site werd gelanceerd op 25 april. Dit was een van de eerste vormen van samenwerking tussen Wikipedia/Wikimedia en een externe partner in Nederland. Op de website werden leerlingen opgeroepen bij te dragen aan Wikipedia en was de meest recente informatie uit de Nederlandstalige Wikipedia en Wikinews te vinden. Om dit mogelijk te maken werd de RSS-technologie voor de MediaWiki-software uitgebreid.

### Hosting voor Wikimedia

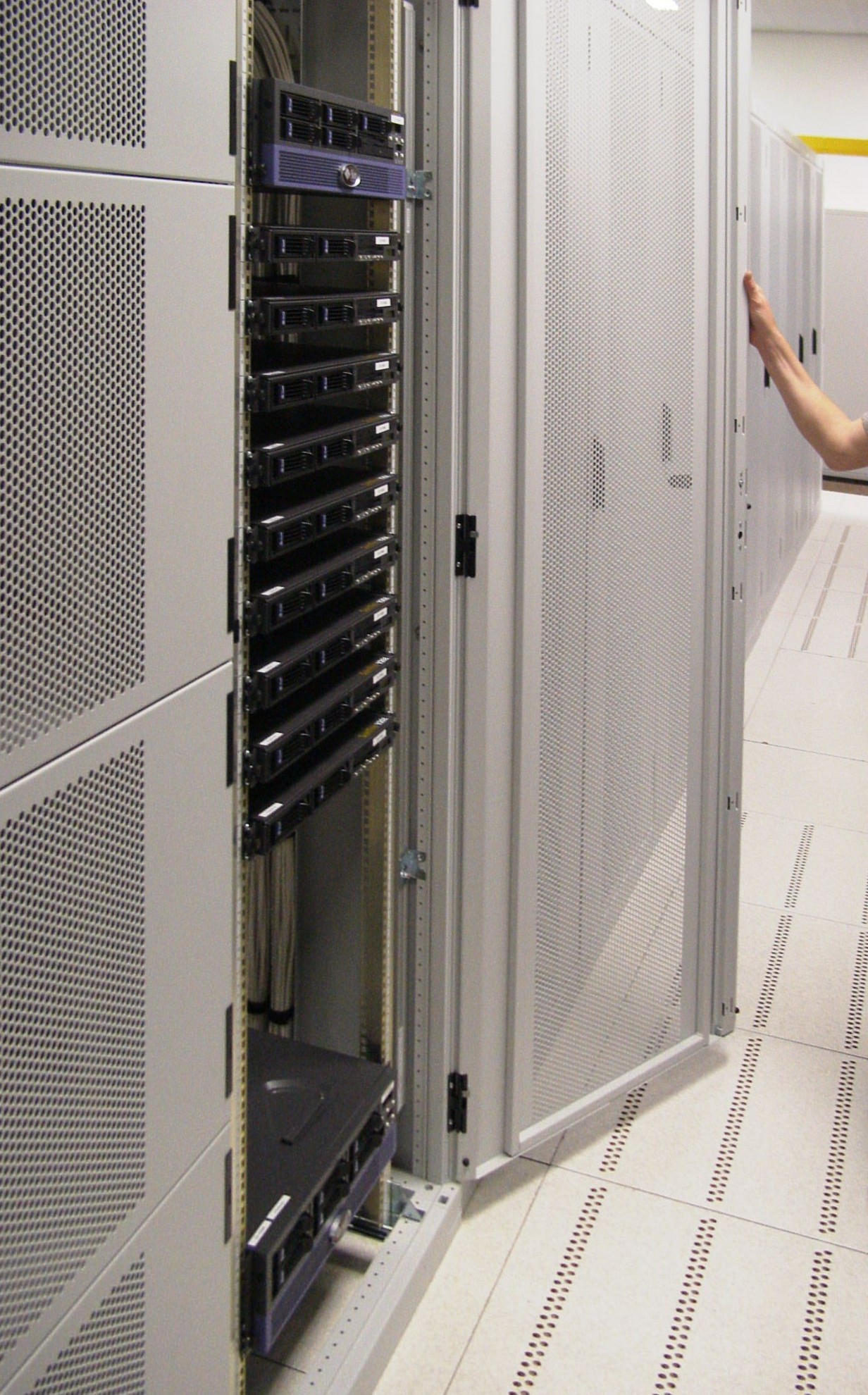
De Wikimedia-servers in Amsterdam

Kennisnet heeft in het verleden servers en bandbreedte beschikbaar gesteld aan de Wikimedia Foundation. Deze servers werden op 23 mei 2005 geplaatst bij het toenmalige SARA in Amsterdam (thans Interxion Science Park).